# アコ (リーヴ人)
アコ（リヴォニア語:Ako）は北方十字軍と戦った、リーヴ人の指導者である。
1200年の始め、アコはリーヴ人の全諸族のために、ドイツ人に対する蜂起を起こし、リトアニア人とポロツク公に援助を求めた。しかしアコはトゥライダ・リーヴ人(ru)の統治者・カウポ(ru)と共に打ち破られ、ついでダウガヴァ・リーヴ人(ru)も撃破された。ポロツク公国からの援軍はこれに間に合わなかった。捕虜となったリーヴ人の長老たちは、枷をはめられてリーガ城の穴蔵に投げ込まれた。村は焼かれ、人々は殺され、リヴォニアの地は破壊にさらされた。アコの首はリガ司教アルベルト(ru)のもとへ送られた。また、リヴォニアは分割統治されることになった。